# بام بيرنس
بام بيرنس (بالإنجليزية: Pamela Behrens)‏ هي مجدفة أمريكية، ولدت في 22 سبتمبر 1946 في كامدن في الولايات المتحدة.

## وصلات خارجية
- باميلا بيرنس على موقع الاتحاد الدولي للتجديف (الإنجليزية)
- باميلا بيرنس على موقع أوليمبيديا (الإنجليزية)